# L’Année philologique
L’Année philologique (APh) – wydawana cyklicznie bibliografia prac nt. języka, literatury, historii i kultury starożytnej Grecji i Rzymu. Publikowana od roku 1928. Od roku 2008 dostępna w internecie (zawiera tomy wydane w latach od 1949 do 2005) i odnotowuje ok. 625 tys. pozycji.